# Lithocarpus cryptocarpus
Lithocarpus cryptocarpus A.Camus – gatunek roślin z rodziny bukowatych (Fagaceae Dumort.). Występuje naturalnie w środkowej i północno-wschodniej części Wietnamu oraz południowych Chinach (w prowincji Junnan). 

## Morfologia
PokrójZimozielone drzewo dorastające do 10–15 m wysokości.
LiścieBlaszka liściowa ma eliptyczny kształt. Mierzy 18–25 cm długości oraz 6–8 cm szerokości, jest całobrzega, ma klinową lub zbiegającą po ogonku nasadę i spiczasty wierzchołek. Ogonek liściowy jest nagi i ma 20–30 mm długości.
OwoceOrzechy o kulistym kształcie, dorastają do 12–16 mm średnicy. Osadzone są pojedynczo w kulistych miseczkach, które mierzą 15–20 mm średnicy. Orzechy są całkowicie otulone w miseczkach.

## Biologia i ekologia
Rośnie w wiecznie zielonych lasach, na terenach nizinnych. Owoce dojrzewają od sierpnia do października.